# António Vieira
Padre António Vieira (in brasiliano: Antônio Vieira; Lisbona, 6 febbraio 1608 – Salvador, 18 luglio 1697) è stato un gesuita, missionario e scrittore portoghese.

## Biografia
Fu missionario in Brasile. Si tratta di uno dei personaggi più importanti del XVII secolo in campo politico, distinguendosi anche come missionario in Brasile. In questa veste difese infaticabilmente i diritti umani degli indigeni, combattendo le espropriazioni e la schiavitù. Veniva chiamato "Paiaçu" (Padre Grande).
Nato da un copista dell'Inquisizione a Lisbona, all'età di sei anni, nel 1615, andò a raggiungere il padre a Salvador de Bahia (Brasile), dove era stato trasferito alcuni anni prima.
Fu educato nell'unica scuola presente allora, il collegio gesuita di Bahia. Entrò nel noviziato gesuita nel 1623. In seguito alle invasioni degli olandesi in Brasile fu costretto a rifugiarsi all'interno del paese. Qui maturò in lui la vocazione a farsi missionario. Nel 1625 pronunciò i primi voti. All'età di diciotto anni studiò retorica, logica, fisica, matematica, economia e in seguito teologia dogmatica, al collegio di Olinda. Scrisse le lettere annuali della provincia.
Nel 1635 fu ordinato presbitero. Iniziò presto a distinguersi come oratore; i tre sermoni patriottici che pronunciò a Bahia negli anni 1638-40 sono significativi per la potenza dell'immaginazione e per la dignità del linguaggio. Il sermone per la vittoria del Portogallo sui Paesi Bassi è stato commentato da Abbé Raynal dicendo che fu "forse il discorso più straordinario mai sentito da un pulpito cristiano".

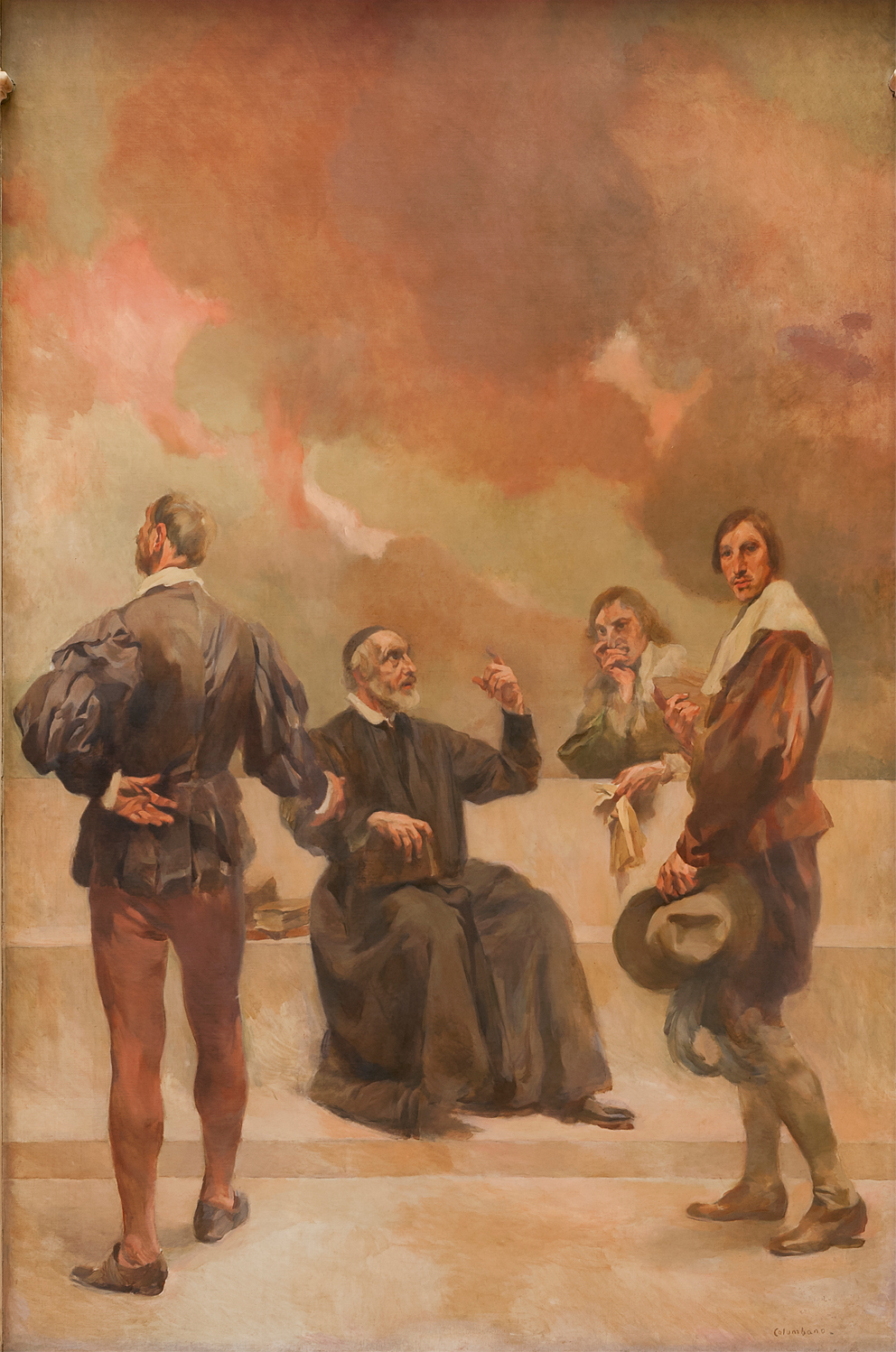
Columbano Bordalo Pinheiro, Febo Moniz, António Vieira, Luís de Meneses (Conde da Ericeira), João Pinto Ribeiro, 1926 (Palácio de São Bento)

### Lascito culturale
La sua opera ha ispirato il film Parole e utopia di Manoel de Oliveira.
I suoi scritti millenaristi sul Quinto Impero, ispirati anche dalle Trovas di Gonçalo Annes Bandarra, sono stati commentati e/o interpretati da scrittori e pensatori portoghesi del Novecento, quali Fernando Pessoa e Agostinho da Silva.
Nel gennaio 2011 la zecca del Portogallo ha emesso una moneta d'oro del valore di 1/4 di euro a lui dedicata. Essa fa parte della serie di 9 pezzi, ognuno raffigurante un personaggio chiave della storia del Portogallo, "Portugal universal".